# Jean-Luc Marty
Pour les articles homonymes, voir Marty.
Œuvres principales
Haute lune (Bernard Barrault/1988)
La dépression des Açores (Julliard/2001)
Rumba (Julliard/2008)
Un cœur portuaire (Julliard/2012)
La mer à courir (Julliard/2014)
Être, tellement (Julliard/2017)
Une douleur blanche (Julliard 2020)
"Un garçon d'après-guerre (Mialet-Barrault/2025)
Poésies in revue Intranquillités, numéros 2 et 3.
Jean-Luc Marty, né le 15 juin 1951, est un écrivain français.

## Biographie
Jean-Luc Marty est originaire de Lorient, en Bretagne. Bien que non citée dans ses romans, on  retrouve cette ville dans  La Dépression des Açores et Une douleur blanche, notamment à travers l'atmosphère portuaire présente dans ces deux livres. L'auteur, s'il ne fait pas expressément référence à la ville, n'hésite pas à en nommer certaines rues, quartiers, bars ou lieux emblématiques. Il faut attendre son dernier roman Un garçon d'après-guerre pour qu'elle y soit nommée.  
Entre ses voyages - qu'il privilégie par dessus tout-, Jean-Luc Marty a été journaliste indépendant notamment pour Libération (cinéma, musique, sport…), l'Hebdo des savanes, Vogue… En 1987, il consacre un premier ouvrage au comédien Philippe Léotard, Haute Lune, à la suite d'un portrait qu'il en avait fait, paru dans Libération. Sous la direction de Serge Daney, il livre au quotidien une quarantaine de portraits d’acteurs sous forme de double page, inaugurant le propos hors actualité, sur le principe d’entretiens sans questions. Pour une agence radio consacrée au cinéma, Movies FM, il mène des entretiens avec Theo Angelopoulos, Maurice Pialat et bien d'autres... 
Il prend la direction de Geo Magazine en 1993, qu’il quittera en 2010. Il y développe chaque mois le photojournalisme, la géopolitique, le décryptage de l'actualité, les récits des grands écrivains de voyage. Il lance les Hors-séries GEO, notamment GEO Histoire, et des numéros thématiques, dès les années 2000. Il collabore au concept éditorial des guides GEO/Gallimard. En 2008, le mensuel reçoit le titre de meilleur magazine de l’année devant Courrier International.
2001 sera l’année de la parution de son premier roman, La Dépression des Açores, aux éditions Julliard, qui figurera dans la liste Goncourt des lectures de l'été.  
En 2011, il quittera la direction de Geo Magazine et l'école de journalisme de Sciences politiques où il enseignait, pour se consacrer à l'écriture et aux voyages. Il vit une partie de l'année dans un village de pêcheurs du Nordeste brésilien.   
Les romans de Jean-Luc Marty ont tous été publiés aux éditions Julliard, et depuis 2025 le sont aux éditions Mialet-Barrault. 
Ses textes poétiques paraissent dans la revue haïtienne d'art et de littérature  : Intranqu'îllités.

## Œuvres
- 1987 Haute lune, éditions Bernard Barrault (récit autour de Philippe Léotard).
- 2001 La Dépression des Açores[1]- roman, Julliard ( Sélection des romans de l'été de l'Académie Goncourt[2]. Sélection Prix Emmanuel Roblès. Mention spéciale du jury "  Prix Edouard et Tristan Corbière" ).
- 2008 Rumba[3] - roman, Julliard ( [Prix Eugène Dabit du roman populiste] dans le jury duquel figuraient  Wolinski, Cavanna, Alexandre Astruc, Jean Vautrin...
- 2012 Un cœur portuaire[4],[5],[6],[7]autobiographie poétique, Julliard. ( Mention spéciale du prix Joseph Kessel 2013 )
- 2014 La Mer à courir - roman, Julliard (Sélection prix du roman news).
- 2017 Être, tellement - roman, Julliard
- 2020 Une douleur blanche - roman, Julliard
- 2025 Un garçon d’après-guerre », Mialet Barrault[8] (ISBN 9782080420657) (Prix Ouest 2025. Finaliste du premier prix littéraire du quai d'Orsay.)